# Sông Mang Thít

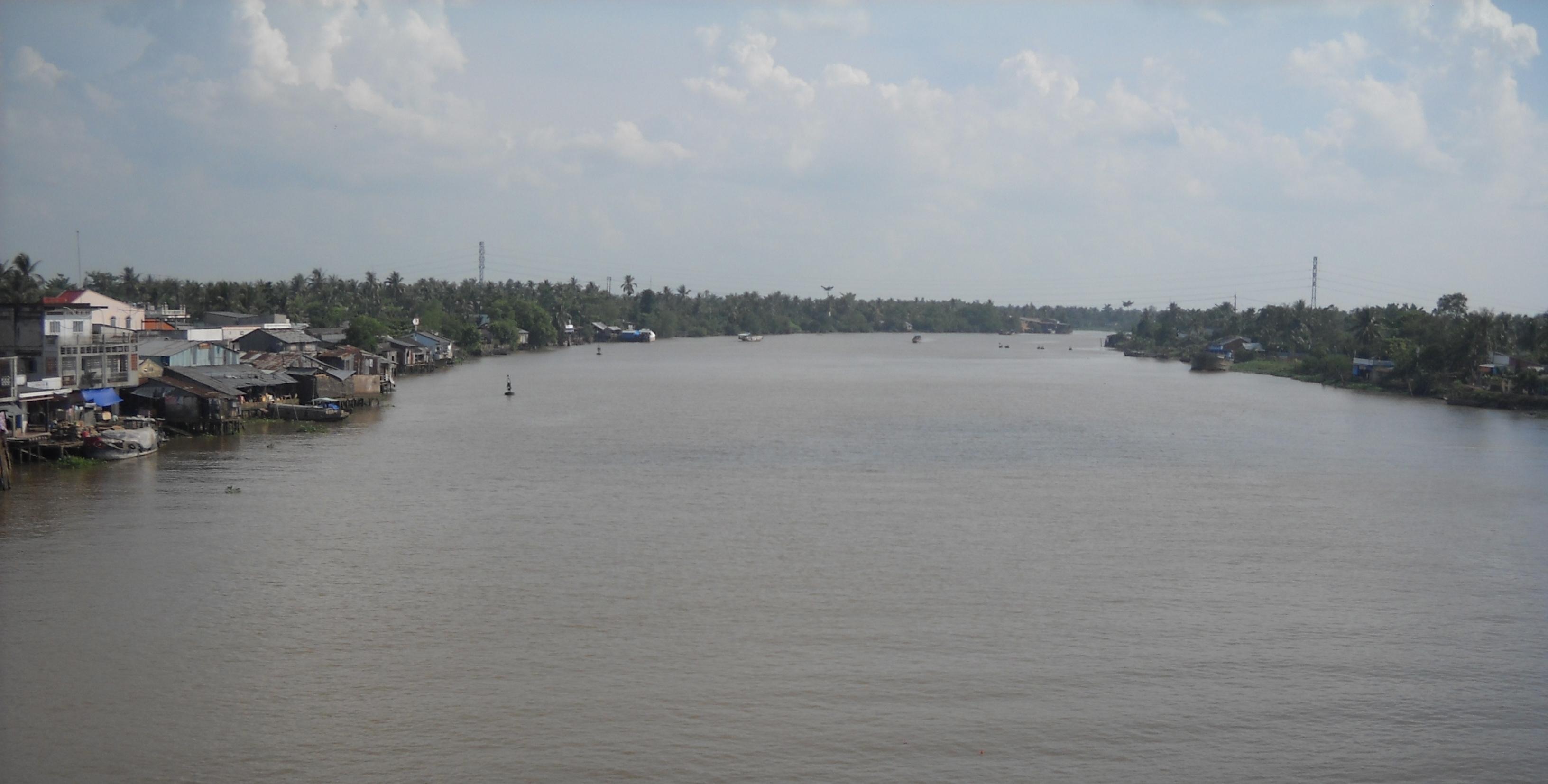
sông Mang Thít

Sông Mang Thít, còn gọi là sông Măng Thít hay sông Mân Thít, là một con sông nhỏ, dài khoảng 47 km, nối sông Tiền (nhánh Cung Hầu, Cổ Chiên) với sông Hậu, chảy trên địa phận tỉnh Vĩnh Long.
Sông là ranh giới tự nhiên giữa các huyện Tam Bình và Mang Thít ở bờ Bắc với các huyện Trà Ôn và Vũng Liêm ở bờ Nam. Con sông này từng là ranh giới hai tỉnh Vĩnh Long và Trà Vinh (Vĩnh Bình), khi hai huyện Trà Ôn và Vũng Liêm còn thuộc tỉnh Trà Vinh.
Sông Mang Thít là một nhánh của sông Hậu, không chỉ là một tuyến đường thủy quan trọng của cả đồng bằng sông Cửu Long mà còn có trữ lượng thủy sản lớn, cung cấp nguồn phù sa dồi dào cho gạo thơm, trái ngọt đồng thời cung cấp diện tích mặt nước cho nghề nuôi cá bè đạt năng suất cao.